# 永井まどか (AV女優)
永井 まどか（ながい まどか、1977年6月14日 - ）は、日本の元AV女優。
兵庫県出身。血液型:O型。身長:156cm。スリーサイズ:B87(D-70)・W59・H89。

## 略歴
1996年4月19日に『甘い予感』（アリスJAPAN）でデビュー。
美少女系のロリAV女優として人気を博すが、1年程で引退。
　

## 出演作品

### アダルトビデオ（オリジナル作品）
- 甘い予感　（1996年4月19日、アリスJAPAN）　※デビュー作
- 放課後プリンセス　（1996年5月20日、アトラス）
- 私春期　（1996年6月21日、サマンサ）
- NEO出血大制服 23　（1996年7月30日、アトラス）
- スキンドール　（1996年8月24日、サマンサ）
- スペルマ盛り　（1996年9月20日、アリスJAPAN）
- Hな若妻でゴメンなさい　（1996年10月18日、アトラス）
- ザ・コールガール 6　（1996年11月15日、アトラス）
- ときめき 淫vitation　（1996年12月25日、ビッグモーカル）…共演:三枝美憂
- 禁断のメイン・ディッシュ　（1997年1月31日、シェール）
- 美乳セールスレディ・むしゃぶり責め　（1997年3月26日、ミス・クリスティーヌ）　※引退作

　他

## 書籍

### 写真集
- 永井まどか写真集 転校生　（1996年10月30日、英知出版） - 撮影:杉本健一

## 雑誌掲載
- VIDEO BOY(No.150 英知出版)